# Notes sur un triangle
Notes sur un triangle est un court-métrage d'animation québécois réalisé et produit par René Jodoin en 1966. Dans ce film sans mots, il y a environ 300 transformations, divisions et subdivisions de triangles, orchestré à une valse par Maurice Blackburn. Le film a gagné le British Academy Film Award du meilleur film d'animation à la 21e cérémonie des British Academy Film Awards,.
De tous les films de Jodoin, Notes sur un triangle est le plus connu, au point d'être considéré comme l'un des classiques de l'histoire de l'animation à l'ONF. Pierre Hébert fait remarquer que ce film forme, avec Ronde carrée, Rectangle et rectangles ainsi que Question de forme, un ensemble cohérent de quatre courts-métrages explorant diverses possibilités en prenant pour base un matériau strictement géométrique.